# Karl Ludwig von Oppeln-Bronikowski
Karl Ludwig von Oppeln-Bronikowski (* 4. Februar 1766 in Herford; † 5. Juli 1842 in Berlin) war ein preußischer Generalleutnant und Kommandant von Erfurt.

## Leben

### Herkunft
Seine Eltern waren Christoph Stanislaus von Oppeln-Bronikowski (* 25. Mai 1723; † 6. November 1775) und dessen Ehefrau Antoniette Henriette, geborene Delius (* 5. Mai 1741; † 10. November 1804). Sein Vater war preußischer Major und Kommandeur eines Grenadierbataillons.

### Militärkarriere
Oppeln-Bronikowski kam am 1. Februar 1778 als Gefreitenkorporal in das Infanterieregiment „von Petersdorff“ der Preußischen Armee ein. Dort wurde er am 12. März 1781 Portepeefähnrich und kam am 17. Juni 1783 dann als Fähnrich mit Patent vom 8. Mai 1782 in das Infanterieregiment „von Braunschweig“. Hier wurde er am 6. September 1786 Sekondeleutnant, am 29. Januar 1795 Premierleutnant sowie am 14. Februar 1798 Stabskapitän. Am 2. Oktober 1800 wurde er bereits Major mit Patent zum 3. Oktober 1810 und Flügeladjutant von König Friedrich Wilhelm III. Dafür erhielt er am 3. Mai 1804 eine Gehaltszulage von 200 Talern. Er nahm am Vierten Koalitionskrieg teil und erhielt noch ab dem 2. Januar 1807 eine monatliche Zulage von 100 Talern.
Nach dem Frieden von Tilsit wurde er am 15. Mai 1807 Oberstleutnant und am 25. Juni 1807 in die Militär-Reorganisationskommission berufen. Zudem wurde er am 27. August 1807 Amtshauptmann von Gatersleben und Krottendorf, was ihm ein zusätzliches Einkommen von 500 Talern verschaffte. Am 20. November 1807 wurde er in das Kriegsministerium versetzt, wo er in die Abteilung für Infanterie-Angelegenheiten kam, blieb aber weiter Flügeladjutant des Königs. Für seine Verdienste erhielt er am 23. April 1808 den Orden Pour le Mérite. Dazu erhält er am 4. Oktober 1808 das Kommando über das 4. Ostpreußische Infanterie-Regiment, behält aber weiter seine Aufgaben im Ministerium. Das Regiment wurde daher von Major Schachtmeyer geführt. Kurz darauf am 25. Dezember 1808 wurde er zum Direktor des 3. Division des Militär-Oekonomie-Departements ernannt. Am 20. Mai 1809 wurde er zum Oberst mit Patent zum 22. Mai 1809 befördert.
Mit dem Beginn der Befreiungskriege erhielt er am 26. Juni 1813 die Ernennung zum Generalmajor und ab dem 29. Juni 1813 eine Sold von 3000 Talern. Er bat um eine Feldverwendung, die der König jedoch ablehnte. Dafür erhielt er am 3. Juni 1814 das Eiserne Kreuz II. Klasse am weißen Bande „als Anerkennung des löblichen Eifers, womit Sie in dem jetzt beendigten Kriege Mein Interesse zu befördern bemüht gewesen“. Seine Gesundheit hatte unter dem vielen Aufgaben gelitten und daher gab er am 22. August 1814 die Leitung der 3. Division des Militär-Oekonomie-Departements ab, um einen dreimonatigen Urlaub anzutreten. Der König ernannt ihn daraufhin am 31. März 1815 zum Kommandanten von Erfurt, dazu wurde er am 23. November 1815 auch Inspekteur der Landwehr im Regierungsdepartement Erfurt. Seine Gesundheit litt weiter, und so ging er am 10. Mai 1816 zu einer zweimonatigen Kur nach Wiesbaden und Schwalbach. Dort lernte er dann seine spätere Frau kennen. Am 30. März 1817 ernannt ihn der König zum Generalleutnant mit Patent vom 2. April 1817. Seine Inspektion darf er am 11. Oktober 1817 abgeben, er blieb aber weiter Kommandant von Erfurt. Am 8. Juni 1821 erhält er seinen Abschied mit einer Pension von 2000 Talern. Am 2. November 1825 verleiht ihm der König auch noch dem Roten Adlerorden II. Klasse. Oppeln-Bronikowski starb am 5. Juli 1842 in Berlin und wurde am 8. Juli 1842 auf dem Garnisonfriedhof beigesetzt.

### Familie
Oppeln-Bronikowski heiratete am 6. Oktober 1816 in Mainz Auguste Therese Franziska Stephani (* 13. September 1794; † 5. Dezember 1868), eine Tochter des großherzöglich hessischen Präsidenten. Das Paar hatte folgende Kinder:
- Charlotte Friederike (* 12. August 1817; † 29. Oktober 1908), Sängerin, Komponistin[1] ⚭ Ernst Carl Leopold von Bülow (* 3. Mai 1803; † 27. Februar 1885), aus dem Haus Schraplau
- Karl August (* 12. Mai 1819)
- Karl Ludwig (* 10. Januar 1822; † 18. Oktober 1894) ⚭ Helene von Jacobs (* 7. September 1835; † 3. Dezember 1902)[2]
- Agnes Therese Johanna Charlotte (* 24. Mai 1831; † 1846)